# Sâles
Sâles är en ort och kommun i distriktet Gruyère i kantonen Fribourg, Schweiz. Kommunen hade 1 452 invånare (2023). Den 1 januari 2001 inkorporerades kommunerna Maules, Romanens och Rueyres-Treyfayes in i Sâles.
| Namn              | Folkmängd 1 jan 2018 |
| ----------------- | -------------------- |
| Maules            | 338                  |
| Romanens          | 296                  |
| Rueyres-Treyfayes | 160                  |
| Sâles             | 629                  |